# Wagneria micropyga
Wagneria micropyga là một loài ruồi trong họ Tachinidae.